# Julia z Korsyki

Ukrzyżowanie św. Julii na obrazie Hieronima Boscha.

Julia z Korsyki, zwana również męczennicą Julią z Kartaginy (cs. Muczenica Iulija Karfaginskaja), (ur. w Kartaginie, zm. ok. 303, 440 lub 618 na płn. Korsyce) – męczennica i święta Kościoła katolickiego oraz prawosławnego. Niektórzy autorzy uważają, że należy ją utożsamiać z Julią (zm. ok. 250), męczennicą kartagińską, wspominaną 15 lipca i wymienianą w liście św. Cypriana, bpa Kartaginy.

## Żywot świętej

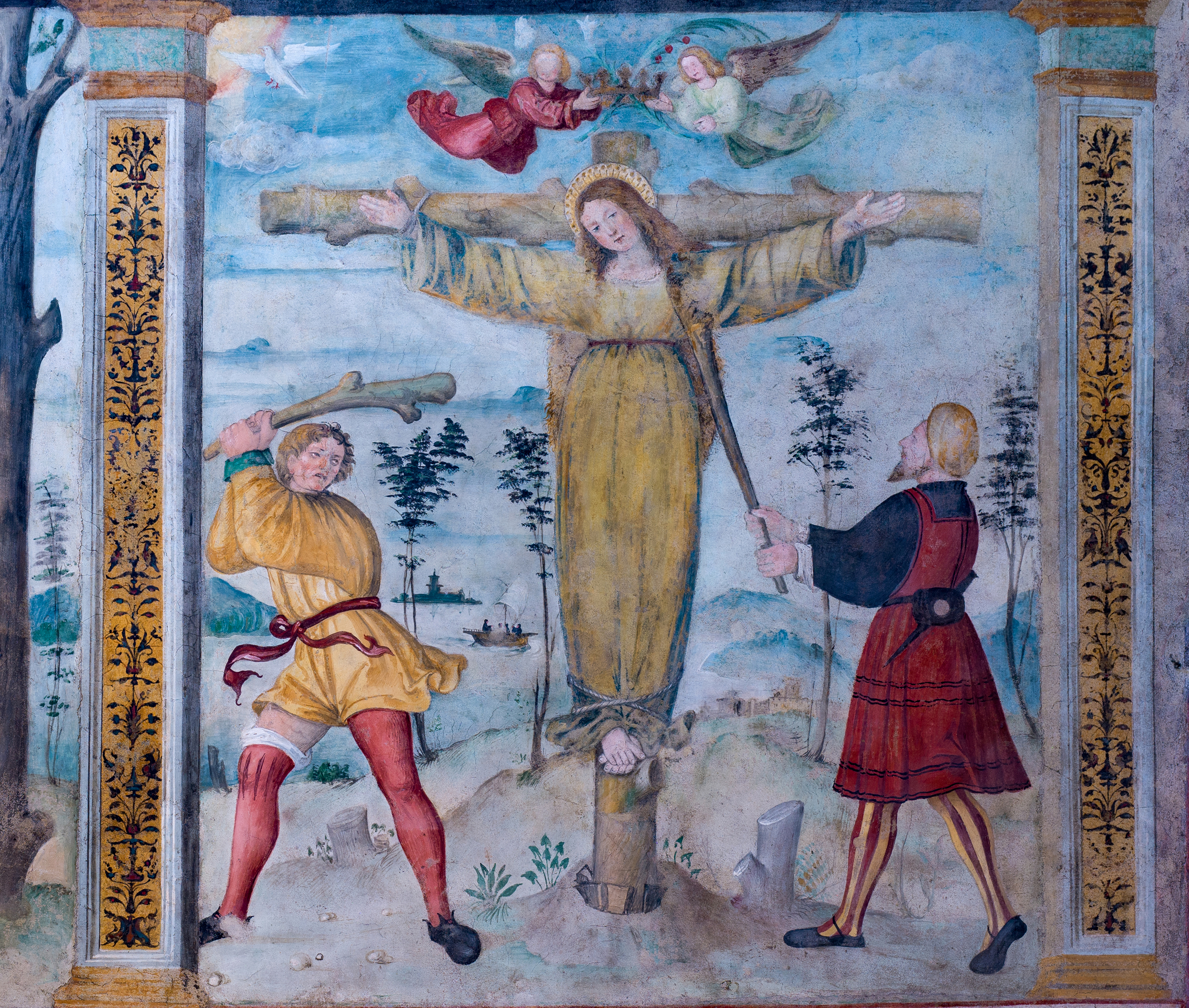
Męczeństwo świętej Julii, muzeum w Brescii

Życie Julii jest bardziej znane z przekazów legendarnych niż historycznych. 
Urodziła się prawdopodobnie ok. 400 roku w Kartaginie. W latach jej dzieciństwa Kartagina została zdobyta przez Genzeryka i Julia dostała się do niewoli. Została sprzedana syryjskiemu kupcowi Euzebiuszowi. Euzebiusz początkowo próbował przekonać Julię do porzucenia swojej wiary, jednak widząc jej determinację nabrał wręcz szacunku do niej. Julia uczestniczyła w licznych podróżach swojego pana.
Gdy Julia miała ok. 20 lat, w trakcie podróży do Galii, Julia i Euzebiusz przybyli do brzegów północnej Korsyki (obecnie Górna Korsyka we Francji), w czasie gdy odbywało się pogańskie święto. Od Julii zażądano, aby oddała cześć pogańskim bóstwom. Ta odmówiła, choć wyrzekając się wiary chrześcijańskiej, mogła ocalić życie. Była torturowana, według niektórych przekazów obcięto jej piersi, wyrwano wszystkie włosy i ukrzyżowano. Przekazy podkreślają, że jej pan usiłował ją bronić, jednakże podano mu alkohol i następnie wykorzystano fakt jego upojenia. Wydarzenia te miały prawdopodobnie miejsce w latach 429–455.
Inna wersja mówi, że została zabita w Kartaginie przez Maurów w VI lub VII wieku, a jej ciało zostało później przewiezione na Korsykę w czasie najazdu Wandalów.

## Kult i relikwie

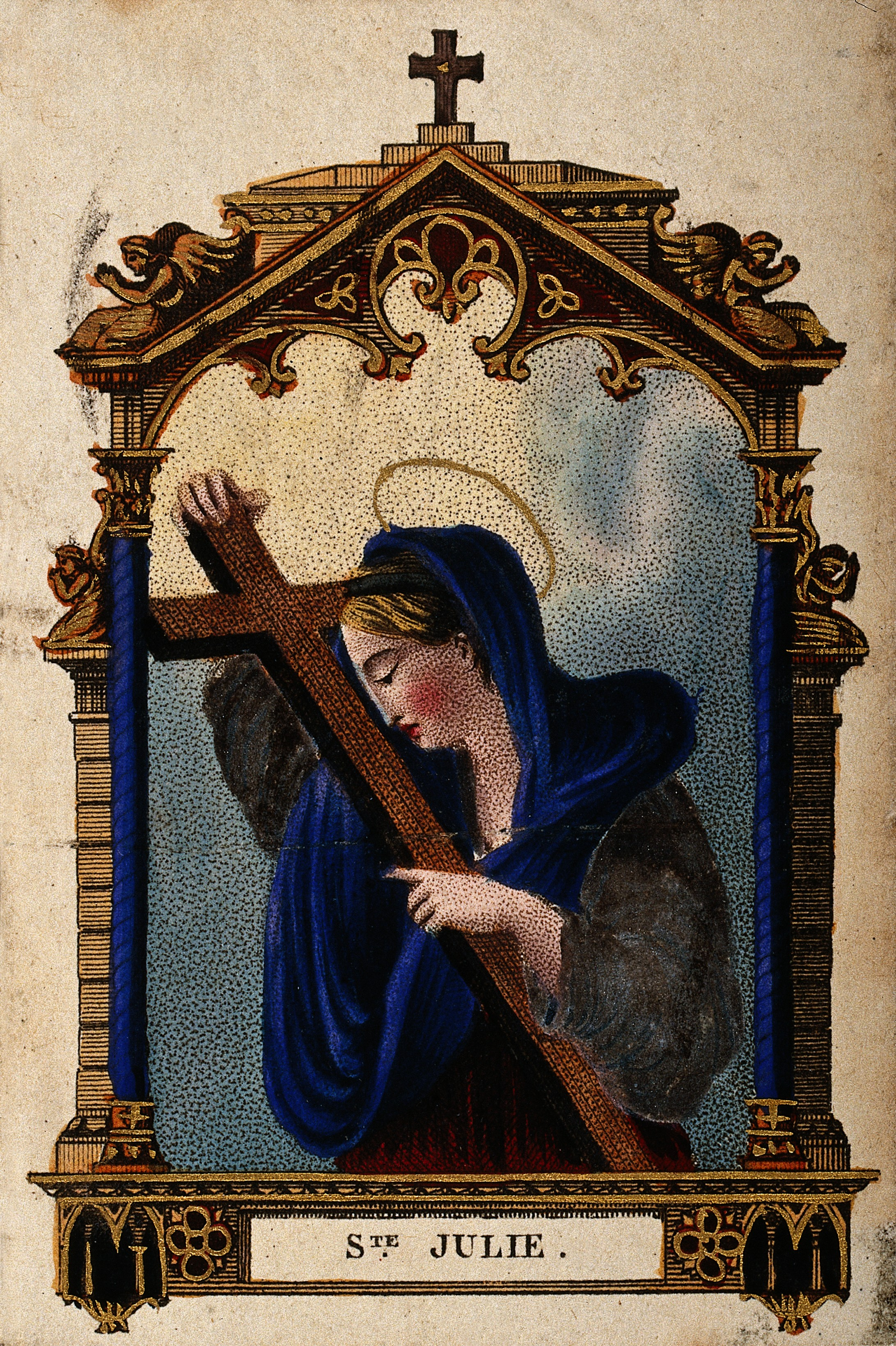
Przedstawienie świętej Julii z narzędziem jej męczeństwa, a zarazem atrybutem - krzyżem

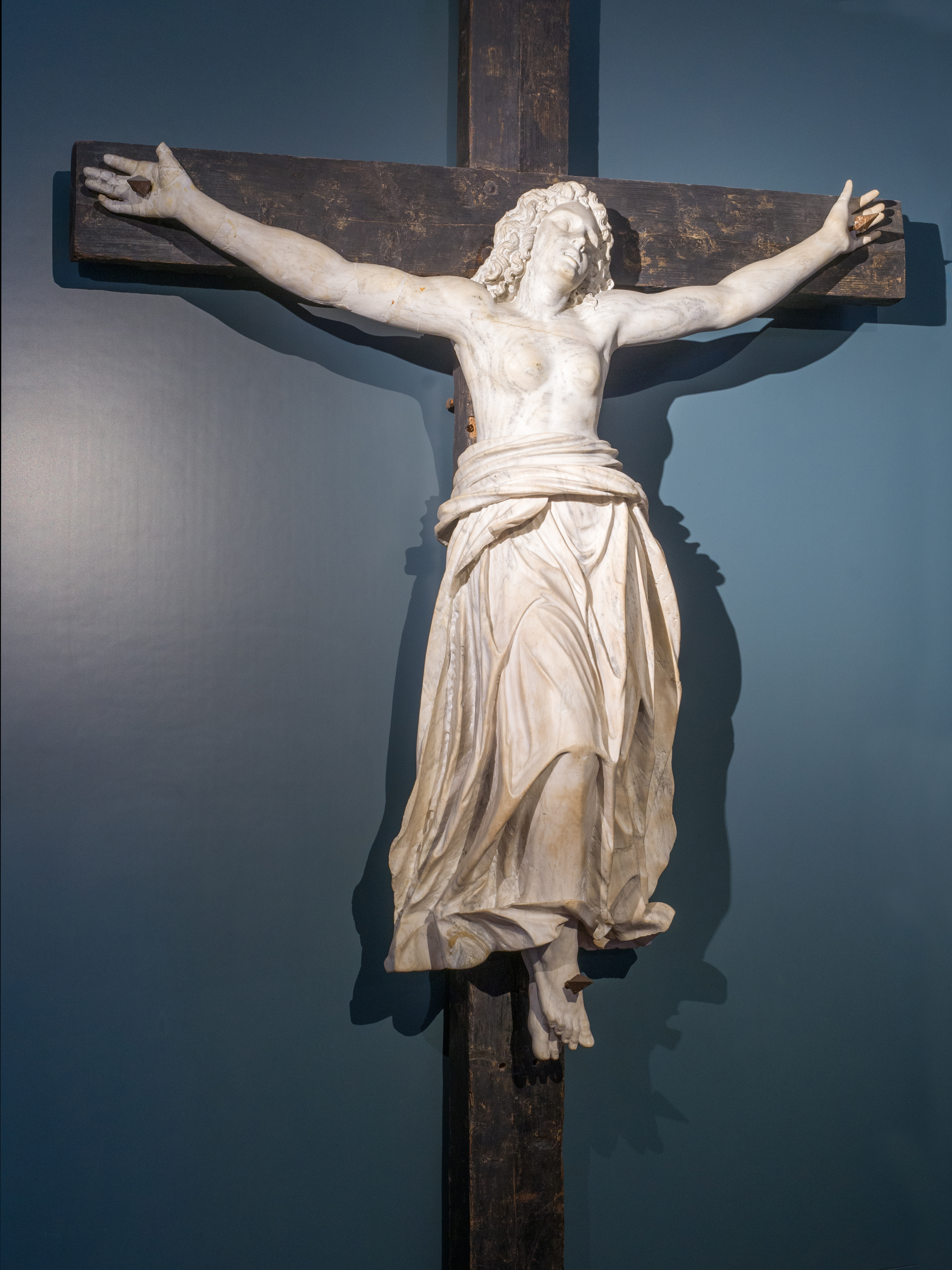
Krzyż świętej Julii w Muzeum w Brescii

Mnisi z Gorgony chronili jej relikwie, a ok. 763 Dezyderiusz przeniósł je do Brescii. Papież Paweł I konsekrował kościół, w którym umieszczono relikwie św. Julii, a miejsce stało się popularnym miejscem pielgrzymowania w średniowieczu. 

## Patronat
Święta Julia jest dziś jedną z najbardziej czczonych świętych we Włoszech: jest patronką miast: Brescii, Bergamo i Livorno.

W Nonzie na Korsyce (Francja) bardzo uroczyście czczą ją 22 maja, jako miejscową świętą zmarłą w roku 303. 

## Dzień obchodów
Jej wspomnienie liturgiczne w Kościele katolickim obchodzone jest za Martyrologium rzymskim 22 maja.

Cerkiew prawosławna wspomina męczennicę 16/29 lipca, tj. 29 lipca według kalendarza gregoriańskiego.

## Ikonografia
W ikonografii wschodniej Święta przedstawiana jest jako kobieta o jasnokasztanowych, spiętych przepaską i opadających na ramiona włosach, ubraną w jasnoczerwone szaty i trzymającą w dłoniach krzyż.
W sztuce Zachodu jest przedstawiana jako dziewica z palmą i krzyżem lub podczas ukrzyżowania.
Hieronim Bosch poświęcił ukrzyżowaniu św. Julii swój tryptyk, który aktualnie znajduje się w Pałacu Dożów w Wenecji.